# Карлсхамн
Карлсхамн (швед. Karlshamn) град је у Шведској, у јужном делу државе. Град је у оквиру Блекиншког округа, где је други град по величини. Карлсхамн је истовремено и седиште истоимене општине.

## Природни услови
Град Карлсхамн се налази у јужном делу Шведске и Скандинавског полуострва. Од главног града државе, Стокхолма, град је удаљен 530 км јужно. 
Карлсхамн се сместио на југозападној обали Балтичког мора, у приобалној равници. Око града се издиже бреговито подручје. Надморска висина градског подручја се креће 0-40 м.

## Историја
Подручје Карлсхамна било је насељено још у време праисторије, али вековима није имало већи значај. Током средњег века дата област је била на ободу тадашњег данског краљевства.
После споразума у Роскилдеу 1658. године Шведска добија подручја на данашњем југу државе. 1664. године овде се оснива град, који две године касније добија правилну ортогоналну мрежу улица, са каналом, путем којег је град повезан са отвореним морем. Град је био заснован као лука, што је остао до данас.
Нови процват Карлсхамн доживљава у другој половини 19. века са доласком индустрије и железнице. Ово благостање траје и дан-данас.

## Становништво
Карлсхамн има око 19.000 становника (податак из 2010. г.), а градско подручје, тј. истоимена општина има око 31.000 становника (податак из 2010. г.). Последњих деценија број становника у граду лагано расте.
Већина градског становништва су етнички Швеђани, а поред њих живи и мањи број скорашњих усељеника из свих делова света.

## Привреда
Данас је Карлсхамн савремени град са посебно развијеном индустријом и лучким делатностима. Последње две деценије посебно се развијају трговина, услуге и туризам.

## Збирка слика
- Градски канал
- Градска кућа Карлсхамна
- Лука у Карлсхамну
- Градска Црква Карла Густава